# ホーチミン市国家大学
ホーチミン市国家大学(ベトナム語: Đại học Quốc gia Thành phố Hồ Chí Minh/大學國家城庯胡志明, 英語: Ho Chi Minh City  National University) は、ベトナム社会主義共和国のホーチミン市にある国家大学である。
1995 年にホーチミン市百科大学, ホーチミン市経済大学, ホーチミン市人文社会科学大学, ホーチミン市自然科学大学, ホーチミン市農林大学 と合併して現在に至る。ホーチミン 第一区にある。